# Euphyia hemizona
Euphyia hemizona là một loài bướm đêm trong họ Geometridae.